# البشير عبدو
البشير عبدو واسمه الحقيقي البشير لمجرد ولد بمدينة مراكش 1 مارس 1958هو مطرب وممثل مغربي، وأحد أبرز مطربي الجيل الذهبي الثاني في الساحة الفنية المغربية.
تم توشيحه سنة 2015 بمناسبة الذكرى ال52 لميلاد ملك المغرب محمد السادس في قصر مرشان بطنجة، بوسام المكافأة الوطنية من درجة ضابط خلال ٱحتفالات عيد الشباب فيما وشح نجله الفنان سعد لمجرد وفي نفس المناسبة بوسام المكافأة الوطنية من درجة فارس.

## حياته الخاصة
البشير عبدو متزوج منذ 34 سنة من الممثلة المغربية نزهة الركراكي التي ٱلتقاها في دولة تونس خلال أسبوع ثقافي رفقة عدد من الممثلين والموسيقيين المغاربة حيث حطت الرحال لعرض مسرحيتها قاضي الحلقة سنة 1975. تكلل زواجهما بإبنين هو علي لمجرد والفنان المغربي سعد لمجرد.

## حياته
خضع البشير عبدو لتربية تقليدية ابتدأت بأحد المدارس القرآنية لمدينة مراكش قبل أن يعرج على المجال الفني من خلال الالتحاق بالمعهد الموسيقي لمدينة الرباط وهناك حصل على دبلوم (تخصص آلة العود) بعد تكوين دام لأربع سنوات.
أثناء تواجده بتونس في أحد الحفلات سيلتقي بشير بالممثلة المغربية نزهة الركراكي التي بصدد عرض مسرحية قاضي الحلقة للمسرح الوطني اللقاء لم يكن عاديا بعدما قررا الطرفان دخول غمار تجربة زوجية ناجحة توجت سنة 1986 بمولودهما الأول حمل اسم سعد، وليس سوى المغني الشاب المعروف حاليا في الوسط الفني باسم سعد لمجرد.
على غرار مجموعة من المغنيين المغاربة استهل بشير عبدو مشواره الفني بالمشاركة في برنامج «مواهب» لصاحبه عبد النبي الجيراري وفي سنة 1980 سيطلق بشير أولى أغانيه غيري على السلوان قادر من تلحين الموسيقي المغربي عبد القادر القادري ثم شارك في مهرجان بنزرت بتونس بالإضافة إلى برنامج «موزاييك» بالعاصمة الفرنسية باريس.
غير أن أبو سعد سيحظى بشعبية كبيرة بعد إصداره لثلاث أغاني وهي ونتا دايز / حنا مغاربة / ناس الحومة هذه الأغاني حققت نجاحا كبيرا بل وما زالت تتداول حتى بين الأوساط الشبابية رفقة مجموعة من الأغاني من قبيل عروس / أولاد الناس / كان يمكن / مشات أيام / يا عجبا / يا حلوة دنيا.